# ISO 639-5
ISO 639-5 è la quinta parte dello standard  internazionale ISO 639, che elenca i codici brevi per l'individuazione delle diverse famiglie e gruppi di lingue parlate nel mondo. Lo standard è stato emesso e pubblicato il 15 maggio 2008 con il nome in lingua inglese: Codes for the representation of names of languages -- Part 5: Alpha-3 code for language families and groups
ISO 639-5 fornisce un codice tre identificatori (Alfa-3) per la rappresentazione dei nomi di famiglie e gruppi di lingue viventi o estinte. Lingue progettate esclusivamente per l'uso da parte dei computer, come i linguaggi di programmazione dei computer, non sono inclusi in questo codice.
La codifica ISO 639-5 riprende i codici di famiglie linguistiche già presenti nello standard ISO 639-2, completandolo ed estendendolo, e definendo inoltre una gerarchia di famiglie e gruppi linguistici.
Nel confronto fra ISO 639-5 e ISO 639-2 si possono pertanto riscontrare tre tipi di situazioni:
- codici che hanno lo stesso significato in entrambi gli standard (esempio alg che in entrambi sta per lingue Algonquian);
- codici che hanno un significato più esteso nello standard ISO 639-5 (esempio afa che in ISO 639-2 si riferisce alle "Lingue afro-asiatiche (Altre)", mentre in ISO 639-5 copre tutte le lingue afro-asiatiche);
- codici nuovi rispetto allo standard ISO 639-2 (esempio sqj che indica il gruppo delle Lingue albanesi).